# Strukturgeschichte
Der Begriff Strukturgeschichte beschreibt eine methodische Herangehensweise und einen Paradigmenwechsel der Geschichtswissenschaft. Der Gegenbegriff ist die Personengeschichte.

## Entwicklung und Positionen
Der Begriff geht auf die französische Annales-Schule zurück. Erstmals verwandt wurde er von Fernand Braudel 1949 („histoire de structures“) in seinem Buch zur Mittelmeerwelt, das die histoire structurale neben die histoire evénementielle stellte. In Deutschland konnte diese historische Herangehensweise auf Vorläufer wie Karl Lamprecht zurückgreifen, der im Gegensatz zu den ereignisgeschichtlich orientierten Neorankeanern die Bedeutung der Kulturgeschichte betont hatte. Ein weiterer Traditionsstrang, der durch entsprechende Forschungen erst in den letzten Jahren wieder stärker ins Bewusstsein getreten ist, stellt die Volkstumsgeschichte der 1920 bis 1940er Jahre dar. Aus diesem von den Nationalsozialisten geförderten Forschungszweig sind Historiker wie Otto Brunner, Werner Conze, Theodor Schieder, aber auch der Soziologe Hans Freyer hervorgegangen, die während der Nachkriegszeit eine wichtige Rolle bei der Etablierung der Strukturgeschichte in Deutschland gespielt haben. Neben den deutschen und französischen Wurzeln spielten für die deutsche Entwicklung auch Vorbilder aus den USA und Großbritannien sowie zurückgekehrte deutsche Emigranten eine Rolle.
Die Protagonisten der Strukturgeschichte verstanden diese nicht als einen Teilbereich der Geschichtswissenschaft, wie sie etwa die Politikgeschichte, die Rechtsgeschichte oder die Sozialgeschichte darstellt, sondern als methodische Herangehensweise, mit deren Hilfe sich sowohl der Bereich des Politischen, des Sozialen, der Wirtschaft, der Ideen und andere Bereiche untersuchen lassen. Dabei standen nicht das Handeln einzelner Personen oder Ereignisse im Vordergrund, sondern überindividuelle Strukturen und Prozesse. Ein weiterer Anspruch ist es, übergreifende gesamtgeschichtliche Zusammenhänge zu erfassen.
Wichtig war, dass die Strukturgeschichte begann, typisierende und generalisierende Begriffe in die Geschichtswissenschaft einzuführen. Wichtiges Instrument war zudem die vergleichende Betrachtungsweise sowie der Rückgriff auf Theorieangebote der Sozialwissenschaften. Neben statistischen oder sonstigen empirischen Methoden spielte insbesondere seit den späten 1960er Jahren der Rückgriff auf Karl Marx und insbesondere auf Max Weber eine wichtige Rolle.
Diese Betrachtungsweise traf noch in den 1950er Jahren auf den vehementen Widerstand einer eher personen- und ereignisgeschichtlichen historistischen Tradition im deutschsprachigen Raum. Dennoch konnte die Strukturgeschichte nicht mehr wie ihre Vorläufer völlig verdrängt werden. Die Gründe hierfür waren vielfältig. Eine Rolle spielte dabei, dass auch Vertreter der etablierten Zunft angesichts des Nationalsozialismus und des Zweiten Weltkrieges daran zu zweifeln begannen, ob die bisherige Methodik zur Analyse der modernen Massengesellschaft ausreichend war. Ein wichtiges Diskussionsforum wurde seit 1957 der von Conze gegründete Arbeitskreis für moderne Sozialgeschichte. Neben der älteren Generation zog dieser auch damals Jüngere wie Wolfgang Köllmann oder Reinhart Koselleck an. In den 1970er und 1980er Jahren erreichte die Strukturgeschichte in Deutschland in Form der historischen Sozialwissenschaft vor allem vertreten von der Bielefelder Schule um Hans-Ulrich Wehler, Jürgen Kocka und anderen den Höhepunkt ihrer Bedeutung. Die im Kern strukturgeschichtliche Gesellschaftsgeschichte eines Hans-Ulrich Wehler erhebt den Anspruch einer „histoire totale“. Sie überwindet angebliche nationale Vorzüge zugunsten einer auf der Longue durée beruhenden europäischen Sichtweise.
Unter Anpassungsdruck geriet die Strukturgeschichte durch Herausforderungen etwa der Alltagsgeschichte, postmoderner Ansätze oder einer neuen Kulturgeschichte.
Während der 1960er, 1970er und 1980er Jahre waren die Mehrzahl der deutschen Historiker Anhänger der Strukturgeschichte, und blendeten menschliches Handeln weitgehend aus ihren Betrachtungen aus. So machte Hans-Ulrich Wehler 1969 eine „Krise der politischen Biografie“ aus. Mit dem Rückgang der Strukturgeschichte stellte Hartmut Mehringer 1989 fest, dass die Biografie „wieder Konjunktur“ habe. Dabei hat sich nach Hans Erich Bödeker jedoch die Erkenntnis durchgesetzt historische Personen nicht mehr aus gesellschaftlichen Strukturen herauszulösen, sondern im Gegenteil die wechselseitigen Beziehungen zwischen Personen und Strukturen einer systematischen Analyse zu unterziehen.
Ihre massivste Vertretung fand die Strukturgeschichte im Marxismus, nach dem die Geschichte von objektiven Gesetzen, Klassenkämpfen und Gesellschaftsformationen bestimmt wird, und damit die Rolle großer Persönlichkeiten wie z. B. Friedrich der Große oder Bismarck, die nur als Vertreter ihrer Klasse gelten, weitgehend auf Null gebracht wird. Marxisten zogen jedoch, den in ihren Augen nicht ausreichend definierten Begriff der Struktur, den Terminus „ökonomische Gesellschaftsformation“ vor welche aus relativ autonomen und sich wechselseitigen beeinflussenden Teilsystemen (Ökonomie, Staat, Recht, Kunst usw.) besteht.
Bei der Bewertung der Rolle Hitlers in der Geschichte standen dem Lager der „Intentionalisten“ (auch als „Programmologen“, „Hitleristen“ oder „Traditionalisten“) nun die „Strukturfunktionalisten“ (auch „Revisionisten“ oder „Neorevisionisten“) gegenüber. Intentionalisten wie Andreas Hillgruber, Klaus Hildebrand und Eberhard Jäckel deuten die Geschichte des Dritten Reiches als eine programmgemäße und folgerichtige Realisierung von Hitlers Intentionen. Für sie ist Mein Kampf gleichsam ein „Kompaßbuch“ des Nationalsozialismus. „Strukturfunktionalisten“ hingegen, wie z. B. Hans Mommsen, konzentrierten sich auf die strukturellen Zwänge politischer Entscheidungen und die Funktionsweise des Herrschaftssystems. Sie machten ein Konkurrenzgerangel zwischen rivalisierenden Machtgruppen und Instanzen im Staats- und Parteiapparat aus. Sie beriefen sich auf die frühen Werke Der Doppelstaat von Ernst Fraenkel und Behemoth. Struktur und Praxis des Nationalsozialismus von Franz Neumann. Mommsen beschrieb Hitler als entscheidungsunwilligen und schwachen Diktator.
Weiterhin machten Strukturfunktionalisten wie Mommsen, Martin Broszat und Wolfgang Schieder nicht Hitlers Willen als Antriebsmotor für die nationalsozialistische Außenpolitik aus, sondern ein Bewegungsgesetz des Nationalsozialismus, mit dem das NS-System bereits den Keim der Selbstzerstörung in sich trug. Nach diesem Gesetz brauchte das Dritte Reich den „Führernimbus“ zur politischen Integration der Staatsbürger. Dieser Führernimbus als systemstabilisierendes Element, musste durch immer neue Erfolge nach innen wie nach außen neu befestigt werden, die dann in mit großem Gepränge inszenierten Fest- und Kultveranstaltungen des Regimes zelebriert wurden. Dieses Überlebensgesetz des Regimes war weit ausschlaggebender als das, was Hitler in den zwanziger Jahren zu Papier gebracht hat.
Broszat schrieb 1989, dass er es für wichtig hält, nicht von der Person Hitlers, sondern vom „Faktor Hitler“ zu sprechen und den Personen-Faktor selbst als eine Struktur zu begreifen und zur Darstellung zu bringen. Denn die Bedeutung Hitlers bestand nicht darin, was er persönlich war, sondern darin, was er demagogisch und agitatorisch artikulierte, was er mobilisierte und integrierte. Man könne deshalb Hitler als Medium oder Katalysator von Energien und Prozessen bezeichnen, die jedoch ohne die Bündelung und Umsetzung durch ihn nicht im gleichen Maße geschichtsmächtig gewesen wären.
Zur Frage der Ursachen des Zweiten Weltkriegs gab es in den 60er und 70er Jahren eine breite struktur- und sozialgeschichtliche Forschung und Diskussion, die den Hitler-Zentrismus und die Auffassung vom Primat der Außenpolitik überwinden wollte. Faschismustheorien hatten Konjunktur, die den Blick auf die Rolle verschiedener Eliten und Machtgruppen, am radikalsten die marxistische Agententheorie, vor allem aber für die Bedeutung sozialer und ökonomischer Faktoren öffneten. So war weithin die These akzeptiert, dass das Dritte Reich sich in einer inneren Krise befand, die den Kriegsentschluss Hitlers, den Krieg im Jahre 1939 zu eröffnen, zumindest mit beeinflusst habe. Der maßgebliche Vertreter dieser Krisentheorie, Timothy Mason, sprach von einer Flucht aus einer „umfassenden politisch-ökonomischen Krise des Herrschaftssystems“ in den Krieg. Die neuere Forschung sieht jedoch wieder den Willen Hitlers zum Krieg als entscheidend an, der die weitgehend auch ohne Krieg lösbaren inneren Krisenerscheinungen nur als Bestätigung für seinen Kriegskurs benutzte. Dazu sei eine irrationale Reaktion Hitlers auf seinen 50. Geburtstag, als eine Art von persönlicher Torschlusspanik, getreten.
Gegenüber Anhängern des personalistischen Ansatzes, die sich intensiv mit der Weltanschauung Hitlers und seinen zahllosen programmatischen Äußerungen beschäftigen, haben es diejenigen, die den sozial- und strukturgeschichtlichen Ansatz verfolgen, sehr viel schwerer. Statt anschauliches und konkretes Beweismaterial präsentieren zu können, sind sie auf mehr indirekte, hypothetische und abstrakt-theoretische Argumentationen angewiesen.
Die starke Betonung struktureller Determinanten und die Geringschätzung der Rolle des Einzelnen änderte sich nach dem Untergang des Sowjetblocks. Der Rückgang des geistigen Einflusses des Marxismus und die Neue Kulturgeschichte, die jede „große Erzählung“, grundlegendes Muster oder übergestülpte umfassende Theorie der Geschichte zurückweist, brachten eine Abkehr von System und Struktur hin zum Subjekt, zum Einzigartigen und Individuellen.